# Phalacrocorax punctatus
Phalacrocorax punctatus là một loài chim trong họ Phalacrocoracidae.